# Сергина (Свердловская область)
Сергина — деревня  в Байкаловском районе Свердловской области. Входит в состав Байкаловского сельского поселения. Управляется Байкаловским сельским советом.

## География
Деревня Сергина расположена в 7 километрах к северо-востоку от районного центра — села Байкалова, на правом берегу реки Иленьки. На противоположном берегу Иленьки находится деревня Исакова.

### Часовой пояс
Сергина, как и вся Свердловская область, находится в часовой зоне МСК+2. Смещение применяемого времени относительно UTC составляет +5:00.

## Население
| 2002 | 2010 | 2021 |
| ---- | ---- | ---- |
| 77   | ↗80  | ↘46  |

## Инфраструктура
В деревне Сергиной две улицы: Мира и Производственная.